# Ficus hypobrunnea
Ficus hypobrunnea är en mullbärsväxtart som beskrevs av Edred John Henry Corner. Ficus hypobrunnea ingår i släktet fikonsläktet, och familjen mullbärsväxter. Inga underarter finns listade i Catalogue of Life.